# Eparquía de Santo Tomás el Apóstol en Melbourne
La eparquía de Santo Tomás el Apóstol en Melbourne (en latín: Eparchia Sancti Thomae apostoli Melburnensis y en inglés: St. Thomas the Apostle Syro-Malabar Catholic Eparchy of Melbourne) es una circunscripción eclesiástica de la Iglesia católica en Australia, Nueva Zelanda y toda Oceanía. Se trata de una eparquía siro-malabar inmediatamente sujeta a la Santa Sede. Desde el 14 de enero de 2023 su eparca es John Panamthottathil, de los Carmelitas de la Santísima Virgen María Inmaculada.

## Territorio y organización
La eparquía extiende su jurisdicción sobre los fieles católicos de rito caldeo siro-malabar residentes en Oceanía.
La sede de la eparquía se encuentra en la ciudad de Melbourne, en donde se halla la Catedral de Santa Alfonsa.
En 2022 en la eparquía existían 13 parroquias:
Parroquias
- St. Alphonsa Cathedral Parish en Melbourne North, fue declarada parroquia catedral el 24 de diciembre de 2015. Misas en Craigieburn, Reservoir, Epping y Oak Park.[1]
- St. Thomas Parish en Melbourne South-East. Fue creada en julio de 2012.
- St. Mary’s Parish en Melbourne West. Fue creada en julio de 2012.
- St. Euphrasia Parish en Adelaide North[2]
- St. Alphonsa Syro-Malabar Parish en Camberra, con filiales en Nowra y en Dubbo[3]
- St. Thomas the Apostle Parish en Brisbane South, con filiales en Gold Coast y en Sunshine Coast[4]

Misiones
- St. Mary’s Knanaya Mission en Melbourne. Fue creada el 24 de julio de 2013 por el arzobispo de Melbourne para los knanayas de la arquidiócesis.[5]
- St. Alphonsa Mission en Shepparton
- St. Mary’s Mission en Ballarat, con filiales en Bendigo y en Sale
- St Thomas Mission en Midura/ Wentworth, con filial en Wodonga
- Christ the King Mission en Sídney
- St. Alphonsa Mission en Parramatta, con filiales en Wollongong, Rouse y Broken Bay
- St. Mary’s Mission en NewCastle
- St Kuriakose Elias Chavara Mission en Orange, con filial en Bowral
- Marian Mission en Kingswood
- St. Mary’s Mission en Wagga Wagga, con filiales en Griffith y en Goulburn
- St. Alphonsa Catholic Community en Brisbane North[6]
- Ave Maria Mission en Ipswich
- St. Joseph’s Mission en Springfield
- St. Joseph’s Mission en Cairns, con filiales en Townsville, Toowoomba, Rockhampton y Bundaberg
- St. Alphonsa en Darwin
- St. Mary’s Mission en Alice Springs, con filiales en Katherine, Tenant Creek, Perth, Geraldton y Broome
- St. Mary’s Mission en Adelaide South
- St. Alphonsa Mission en Adelaide Central, con filial en Hobart

## Historia
La migración de siro-malabares desde la India a Australia comenzó hacia la década de 1960. La primera misa en este rito en Sídney fue celebrada en 1982. En febrero de 2008 el sacerdote Vincent Madathiparambil arribó a Australia y fue nombrado capellán siro-malabar de la arquidiócesis de Melbourne el 27 de septiembre de 2008 con residencia en la St Francis Xavier’s Parish en Frankston.  
Hasta la erección de la eparquía la coordinación pastoral siro-malabar en Australia estaba encomendada a Francis Kolencherry de la Congregación Vicentina, con residencia en la arquidiócesis de Camberra y Goulburn.
La eparquía fue erigida por el papa Francisco el 23 de diciembre de 2013 mediante la bula Quo aptius spirituali.

Quo aptius spirituali bono atque regimini Christifidelium Syro-Malabarensium in Australia degentium consuleretur, visum est pro iisdem Eparchiam novam condere. Nos igitur in Apostolorum Principis cathedra constituti, audito Consilio Venerabilis Fratris Nostri Leonardi S.R.E. Cardinalis Sandri, Praefecti Congregationis pro Ecclesiis Orientalibus, re mature perpensa, summa Apostolica auctoritate Eparchiam Sancti Thomae Apostoli Melburnensis Syro-Malabarensium erigimus, omnibus factis iuribus et obligationibus talium Ecclesiarum propriis; cuius Sedem eparchialem in urbe Melburnensi ponimus. Eius autem constitutio et administratio ad normas Codicis Canonum Ecclesiarum Orientalium fient. Quae vero iussimus ad effectum rite adducantur, deque absoluto negotio sueta documenta exarentur et ad Congregationem pro Ecclesiis Orientalibus mittantur. Hanc denique Apostolicam Constitutionem nunc et in posterum ratam esse volumus, contrariis rebus nihil obstantibus.

La inauguración de la eparquía tuvo lugar el 25 de marzo de 2014 en Melbourne.
Al momento de la erección se estimaba en cerca 30 000 fieles siro-malabares presentes en casi veinte diócesis, pero concentrados mayormente en las ciudades de Brisbane, Camberra, Darwin, Melbourne, Parramatta (suburbio de Sídney) y Wollongong.
La eparquía originalmente incluía toda Australia, pero el 29 de marzo de 2021 mediante el decreto Eparchia Sancti Thomae de la Congregación para las Iglesias Orientales su territorio se amplió para incluir Nueva Zelanda y toda Oceanía. Hasta ese momento el eparca Bosco Puthur era el visitador apostólico siro-malabar en Nueva Zelanda.

## Estadísticas
Según el Anuario Pontificio 2023 la eparquía tenía a fines de 2022 un total de 51 880 fieles bautizados.
| Año                                                                             | Población            | Población | Población      | Sacerdotes | Sacerdotes    | Sacerdotes    | Bautizados por sacerdote | Diáconos permanentes | Religiosos | Religiosos | Parroquias |
| Año                                                                             | Bautizados católicos | Total     | % de católicos | Total      | Clero secular | Clero regular | Bautizados por sacerdote | Diáconos permanentes | Varones    | Mujeres    | Parroquias |
| ------------------------------------------------------------------------------- | -------------------- | --------- | -------------- | ---------- | ------------- | ------------- | ------------------------ | -------------------- | ---------- | ---------- | ---------- |
| 2014                                                                            | 50 000               |           |                | 17         | 5             | 12            | 2941                     |                      | 12         |            |            |
| 2017                                                                            | 50 000               |           |                | 29         | 21            | 8             | 1724                     |                      | 8          |            | 8          |
| 2020                                                                            | 50 360               |           |                | 31         | 22            | 9             | 1624                     |                      | 9          |            | 12         |
| 2022                                                                            | 51 880               |           |                | 28         | 19            | 9             | 1852                     |                      | 9          |            | 13         |
| Fuente: Catholic-Hierarchy, que a su vez toma los datos del Anuario Pontificio. |                      |           |                |            |               |               |                          |                      |            |            |            |

## Episcopologio
- Bosco Puthur, desde el 23 de diciembre de 2013-14 de enero de 2023 retirado)
- John Panamthottathil, C.M.I., desde el 14 de enero de 2023